# 蒙马特缆车
蒙马特缆车（法語：Funiculaire de Montmartre）是位于法国巴黎十八区蒙马特高地的一条自动登山缆车线，连接蒙马特山脚和山顶的圣心堂。缆车全长108米，攀登高度为36米，攀登过程不超过1分半钟。目前由地铁营运商巴黎大众运输公司（RATP）运营。

## 历史

### 起源

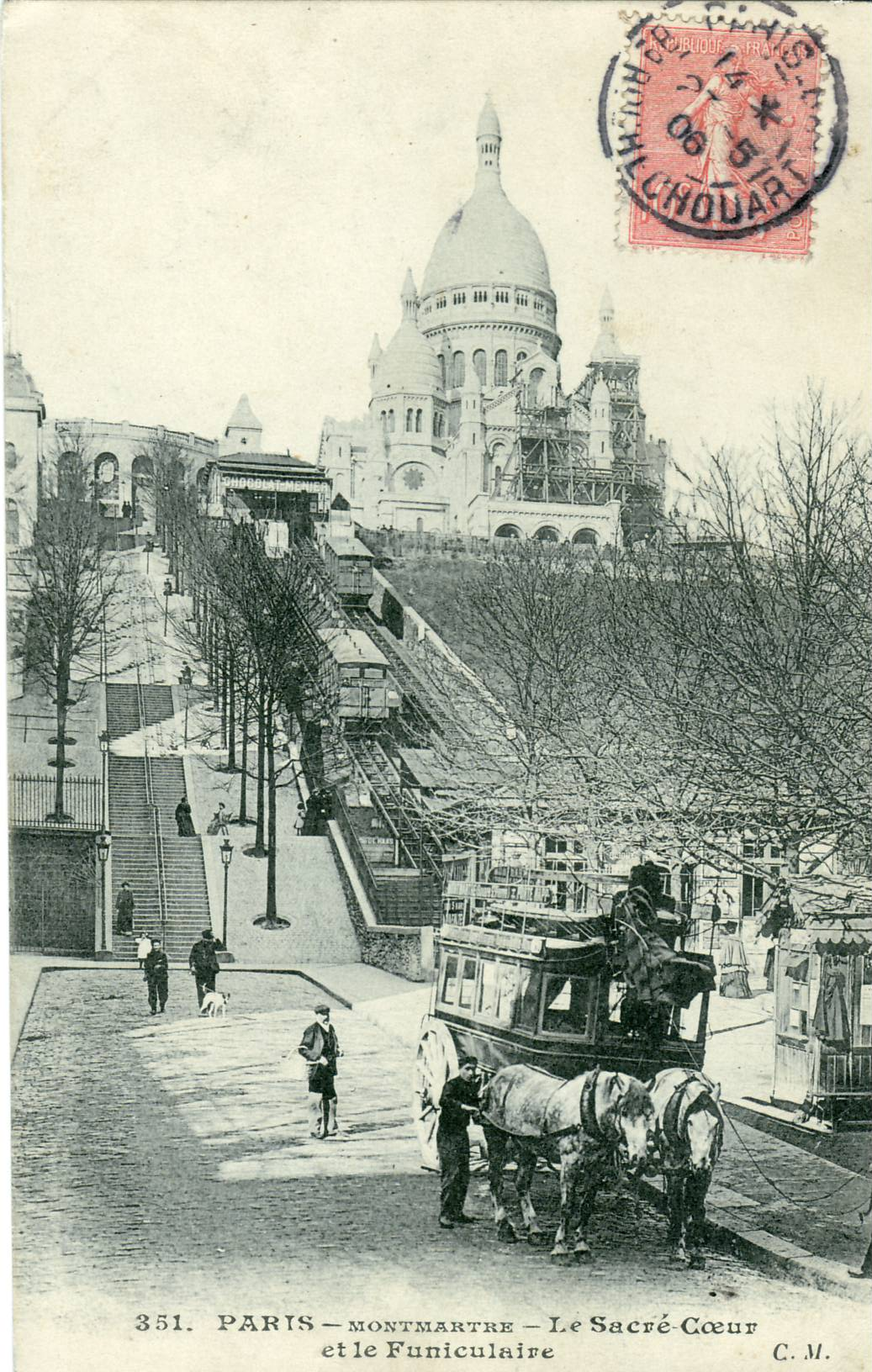
早期的蒙马特缆车

蒙马特缆车的历史可以追溯到1891年，当时的巴黎市政府决定在蒙马特高地修建登山缆车连接山脚和山顶的圣心堂（于当年5月部分建成启用）。按照最初的设计，这条登山缆车将采用电力牵引，并且要修建6个中途车站，但最终计划被大大缩减，只修建两个终点站，并采用水力牵引。
缆车于1900年7月12日（一说7月13日）启用，由铁路列车制造商德考维尔负责运营。然而由于没有预先获得许可经营权，缆车于当年11月24日关闭，至次年3月22日重新开放。缆车采用双标准轨距轨道，并且装备了一个Strub齿轨用于煞车。轨道固定在角钢轨枕上，轨枕则固定在混凝土石基上。缆车的水力牵引系统包含两个容积为5立方米的密闭水槽，位于缆车车厢的底座下方。缆车在山顶车站出发前水槽將被灌满水，乘客和水的总重产生下降驱动力，同时拖动山底车站的缆车上升，山底车站的蒸汽水泵则将水抽往山顶。 
此后的30几年内，缆车每年运送约100万人次。

### 第一次翻新

蒙马特缆车模型

德考维尔的经营权于1931年到期, 之后巴黎市政府和塞纳省政府将缆车交付巴黎公交公司 (Société des transports en commun de la région parisienne, STCRP) 运营, 和进行翻新改造. 1931年11月1日, 缆车系统关闭并进行第一次翻新, 原有的齿轨由于安全性欠佳而被弃用, 水力系统则被电力牵引系统取代, 两个新车厢由一个50 CV的电动机绞车牵引, 这样运行速度可以提高到2米/秒. 1935年2月2日, 缆车翻新完毕并重新对外开放. 1955年, 该缆车冬季每天从早上7时运行到晚上21时, 夏季则延长至23时. 1962年, 缆车的年客流量达到了160万人次, 而当年缆车又关闭了几个星期, 进行了一次小规模翻新.

### 第二次翻新
1949年, 随着STCRP并入新成立的RATP, 缆车的经营权转到了RATP手中. 1991年, 距离第一次翻新55年之后, 年客流量又攀升到200万人次. 这时, 进行第二次大规模翻新已是势在必行. 这一次, RATP和巴黎市政府打算, 将缆车向山下海拔更低的地方延伸, 至地下的地铁站——安特卫普站 (Anvers), 但因成本太高而放弃.

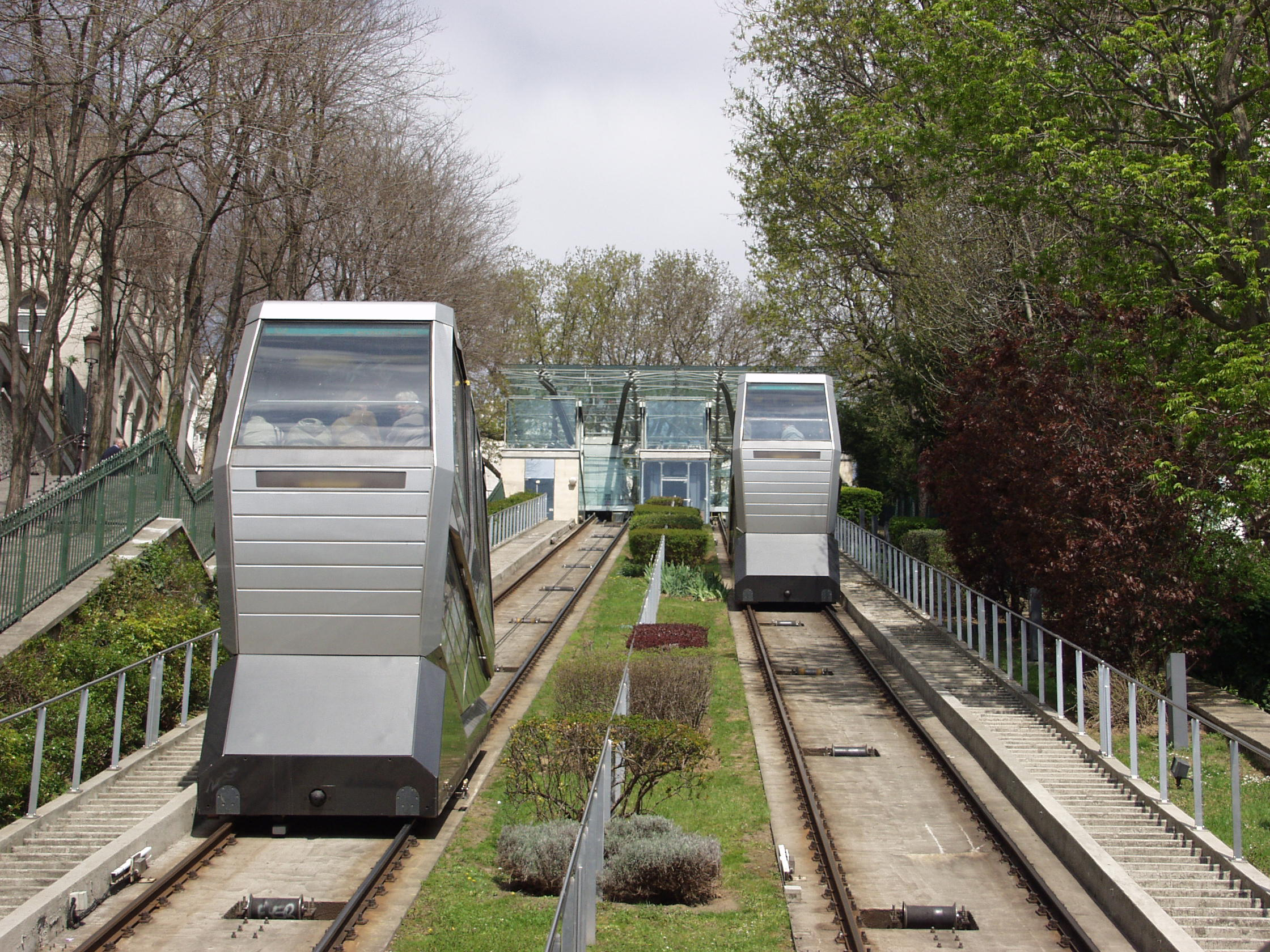
运行中的缆车

1990年10月1日, 蒙马特缆车再次关闭以进行第二次翻新改造. RATP在原有的基础模板上进行了重建, 原先的站屋被拆毁, 新建的站屋采用了透明玻璃材质, 升降系统施工由迅达集团负责. 关闭期间, 蒙马特巴士 (Montmartrobus) 连接山底和山顶进行替代服务. 1991年10月5日, 缆车重新对外开放.
通过这一次翻新, 蒙马特缆车采用了电力牵引的斜行升降机技术, 因此实际上不再是传统意义上的登山缆车. 牵引绞车增加到两个, 各自由130千瓦的马达驱动, 缆车车厢由Skirail设计, 空载重6吨, 满载重10吨, 牵引和电力设备由Poma制造. 另外, 缆车的运行也已实现了自动化, 车站内的雷达和车厢底盘上电子天平可共同监测乘客数量, 微型计算机决定缆车出发, 并在车厢内显示出发讯息. 根据客流密度不同, 缆车可自动选择行驶速度, 2米/秒或3.5米/秒. 车站月台还配备了月台闸门以增强安全性.
2006年12月7日下午17时50分, 当RATP对缆车进行一次煞车系统测试时, 其中一个轿厢突然失控撞毁在山底车站上, 之后缆车关闭进行维护. 这次事故对周边的居民和游客造成了一定的影响, 首先是登山时间延长, 巴士数目不够, 时常爆满, 其次是周边的商业活动锐减了20%~30%. 2007年6月30日, 其中一个条缆车道重新开放, 另一个直到2008年8月2日才重新开放.

## 现状

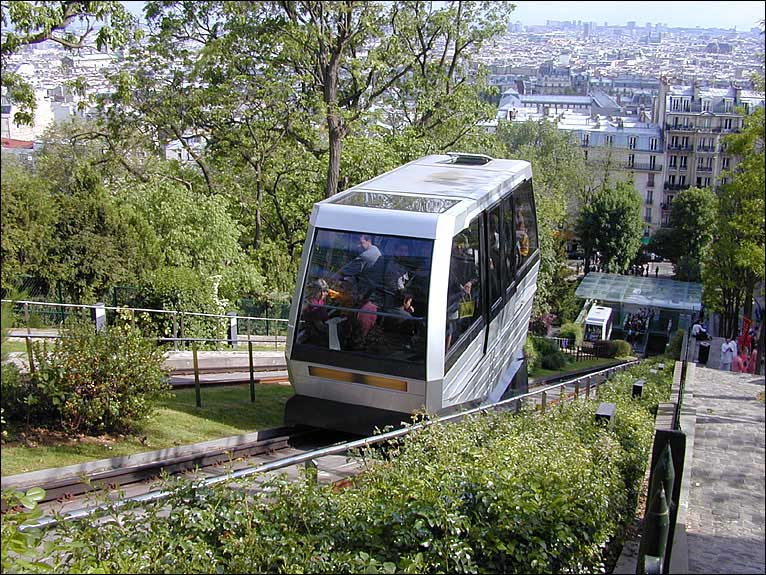
下降中的缆车

蒙马特缆车每日自清晨6时运行至半夜0时45分, 日客流量约6000人, 大多数为观光客, 亦有朝圣者, 和前往小丘广场的画家们. 缆车的旁边有220级台阶连接山底的圣皮埃尔广场 (St. Pierre) 和苏珊-瓦拉东广场 (Suzanne-Valadon), 和山顶的杜布瓦主教路. 缆车系统现有两个独立的车厢, 每个车厢可容纳60个人, 车厢上部分为透明玻璃窗, 便于乘客观光. 
蒙马特缆车被视作是巴黎地铁路网的一部分, 并且采用相近的收费系统. 两个终点站都配备了刷票闸机, 乘客可以使用单程票以及各种周票, 月票和年票. 缆车和蒙马特巴士之间在山顶车站可以通过一张单程票转乘, 但缆车和巴黎地铁之间不能凭借单程票直接转乘, 须再额外购票. 而最近的两个地铁站——2号线的安特卫普站和12号线的阿贝斯站 (Abbesses) 也与缆车距离较远, 分别在南边200米处, 和西边350米处. 
近年来亦有人提出要求重开1934年关闭的丽景山缆车 (Funiculaire de Bellevue, 位于巴黎西南郊的默东, Meudon) , 路程短, 但坡度大, 和蒙马特缆车十分类似. RATP已着手研究该计划, 不过目前尚未有任何动作.